# Canton de Laroche
Le canton de Laroche est un canton français situé dans le département de la Nièvre existant entre 1793 et 1801.

## Géographie
Ce canton est organisé autour de Laroche (actuel Larochemillay) dans le district de Moulins. Son altitude varie de 244 m (Chiddes) à 818 m (Villapourçon).

## Histoire
Le canton est créé en 1793.
À la suite de la suppression des districts en 1801, toutes les communes du canton de Laroche sont intégrées au canton de Luzy, à l'exception de Villapourçon, qui elle intègre le canton de Moulins-Engilbert.

## Composition

### Initiale
Le canton de Laroche regroupe six communes et comptait 5 194 habitants (population municipale de 1793, sans Saint-Gengoux).
| Communes      | Population (Modèle:Données/Canton de Laroche/évolution population) | Code postal | Code Insee |
| ------------- | ------------------------------------------------------------------ | ----------- | ---------- |
| Chiddes       | 793                                                                | 58170       | 58074      |
| Larochemillay | 705                                                                | 58370       | 58140      |
| Millay        | 986                                                                | 58170       | 58168      |
| Poil          | 858                                                                | 58170       | 58211      |
| Saint-Gengoux |                                                                    | 58370       | 58140      |
| Villapourçon  | 1 852                                                              | 58370       | 58309      |

### En 1801
Le canton de Laroche regroupe quatre communes et comptait 5 120 habitants (population municipale de 1800). Les communes Saint-Gengoux et Poil ont été rattachées à Laroche entre 1793 et 1800 (Poil redeviendra indépendante en 1860).
| Communes      | Population (Modèle:Données/Canton de Laroche/évolution population) | Code postal | Code Insee |
| ------------- | ------------------------------------------------------------------ | ----------- | ---------- |
| Chiddes       | 1 104                                                              | 58170       | 58074      |
| Larochemillay | 1 480                                                              | 58370       | 58140      |
| Millay        | 876                                                                | 58170       | 58168      |
| Villapourçon  | 1 660                                                              | 58370       | 58309      |

## Démographie
| 1793  | 1800  |
| ----- | ----- |
| 5 194 | 5 120 |

Histogramme de l'évolution démographique de 1793 à 1800 :